# Lactarius azonites
Lactarius azonites (Pierre Bulliard, 1791 ex Elias Magnus Fries, 1838) este o specie de ciuperci necomestibile din încrengătura Basidiomycota în familia Russulaceae și de genul Lactarius. O denumire populară nu este cunoscută. Acest burete destul de răspândit coabitează, fiind un simbiont micoriza (formează micorize pe rădăcinile arborilor). În România, Basarabia și Bucovina de Nord crește în grupuri mai mari sau mici, pe soluri proaspete și bazice, numai slab nutritive precum sărace în azot. Trăiește în păduri de foioase sau mixte, uneori și prin parcuri, simbionții preferați fiind fagul și stejarul. Apare de la câmpie la munte, din (iunie) iulie până în octombrie (noiembrie).

## Taxonomie

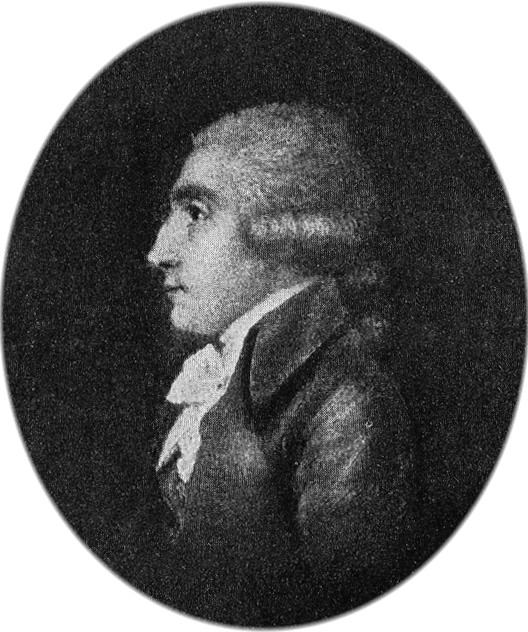
P. Bulliard

Deși specia a fost descrisă de mai mulți micologi cunoscuți sub diverse denumiri (vezi infocasetă), cu toate acceptate sinonim, dar nefolosite, numele binomial însă este cel determinat mai întâi de omul de știință francez Pierre Bulliard drept Agaricus azonites, publicat în volumul 1 al operei sale Histoire des champignons de la France din 1791.
Apoi marele savant Elias Magnus Fries a transferat specia corect la genul Lactarius sub păstrarea epitetului, de verificat în cartea sa Epicrisis systematis mycologici, seu synopsis hymenomycetum din 1838. fiind numele actual valabil (2020).
Epitetul soiului se trage din prefixul grecesc ((gr. ἀ=în sensul de negație: ne-, fără) și din cuvântul latin (latină zona= chingă pentru bani, curea, zonă), datorită faptului, că ciuperca nu dezvoltă zone radiale de culoare diferită pe cuticulă.

## Descriere

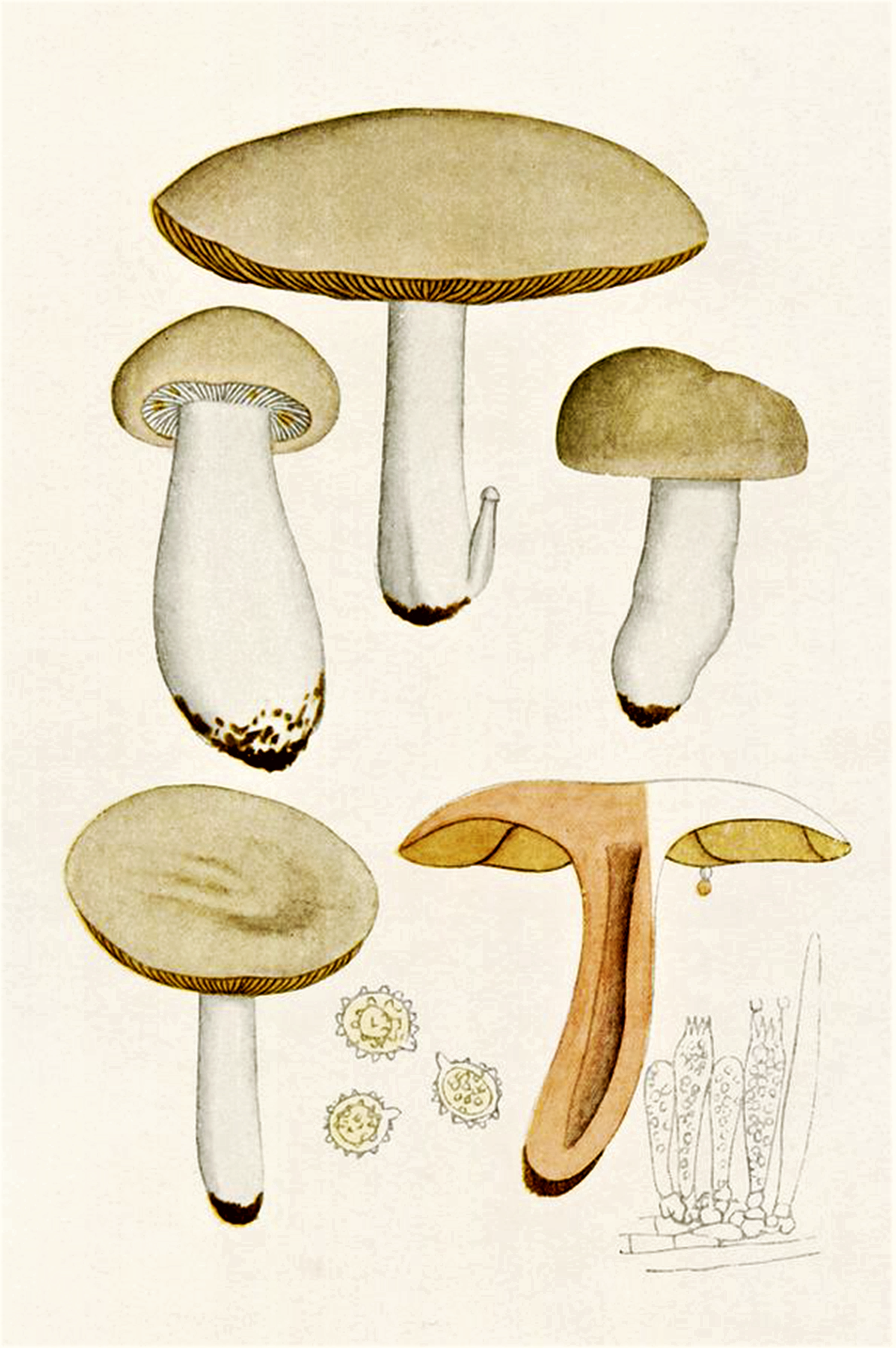
Bres.: Lactarius azonites

- Pălăria: are un diametru de 5–11cm, este în centru destul de cărnoasă, spre marginea netedă și răsfrântă inițial spre inferior mai subțire, fragilă, inițial boltită, mai târziu aplatizată, la bătrânețe de obicei cu marginea atunci deseori neregulată, ondulată și răsfrântă în sus, fiind în centru adâncită, nu rar cu o papilă asemănătoare lăptucii negre. Cuticula este netedă, slab catifelat-mată, uscată și fără zone concentrice de culoare diferită. Coloritul poate fi albicios, cenușiu deschis până gri-brun, în general cu nuanțe maronii, spre margine ocazional mai deschis, crem.
- Lamelele: sunt destul de subțiri, moderat de dense (dar îngustându-se spre tijă), bombate cu muchii netede, lame neregulate, intercalate și bifurcate, fiind aderate sau puțin decurente la picior. Coloritul este în tinerețe aproape albicios, devenind cu timpul gri-ocru, slab ocru-portocaliu până roz-gălbui, în vârstă cu pete roșiatice, pricinuite de laptele care este secretat imediat după o leziune.
- Piciorul: are o înălțime de 4-7 cm și o grosime de 1-1,5 81,8)cm, este neted, uscat, mai mult sau mai puțin cilindric, inițial plin, apoi împăiat și tubular gol pe dinăuntru. Suprafața albicioasă, poate să se decoloreze la bătrânețe sau la puncte de presiune maroniu, astfel încât apare cu timpul un pic murdar pătată. Nu prezintă o zonă inelară.
- Carnea: destul de fermă este albicioasă și se decolorează, odată tăiată, după scurt timp maroniu-gălbui cu nuanțe rozalii. Mirosul este fructuos, slab amărui cu o notă de săpun, la bătrânețe ca de cocos, iar gustul, în primul moment blând, devenind însă repede amar și zgâriind în gât, sucul fiind iute.
- Laptele: curge abundent, este la început alb, dar schimbă după 1-5 minute în roșu de somon. Dacă nu intră în contact cu carnea rămâne chiar alb. Gustul este în primul moment blând, dar devine repede iute pe limbă.[3][4]
- Caracteristici microscopice: are spori rotunjori, apiculați, amiloizi (ce înseamnă colorabilitatea structurilor tisulare folosind reactivi de iod), hialini (translucizi), acoperiți cu crestături proporționate precum țepi izolați și reticulați de 1,5-2 µm, având o mărime de 8-8,6 x 7,4-7,8 microni. Pulberea lor este slab ocru. Basidiile cu în mod normal 4 sterigme fiecare sunt clavate, nu rar bulboase, și măsoară 40 (50)-50 (60) × 9 (12)-13 (15) microni. Cistidelele  (elemente sterile situate în stratul himenal sau printre celulele din pielița pălăriei și a piciorului, probabil cu rol de excreție) de 75-80 × 5-6 microni sunt ascuțit fusiforme. Pleurocistidele și cheilocistidele lipsesc. Paracistidele (cistide numai puțin diferențiate de pe muchiile lamelor) de 25-50 x 5-9 microni cu pereți subțiri și aproape translucizi sunt cilindrice până răsucit ondulate, fusiforme sau în formă de sticlă. Pileocistide (elemente sterile de pe suprafața pălăriei) formează un strat subțire de hife paralele cu o lățime de 3-5 µm precum hife finale ascendente în formă de măciucă îngroșată, late de 3-9µm și pigmentate intracelular brun. Dedesubt se pot găsi deseori celule în formă de pară care măsoară 12-30 x 9-22 microni, fiind orânduite în lanțuri.[8][9][10]
- Reacții chimice: nu sunt cunoscute.[3][4]

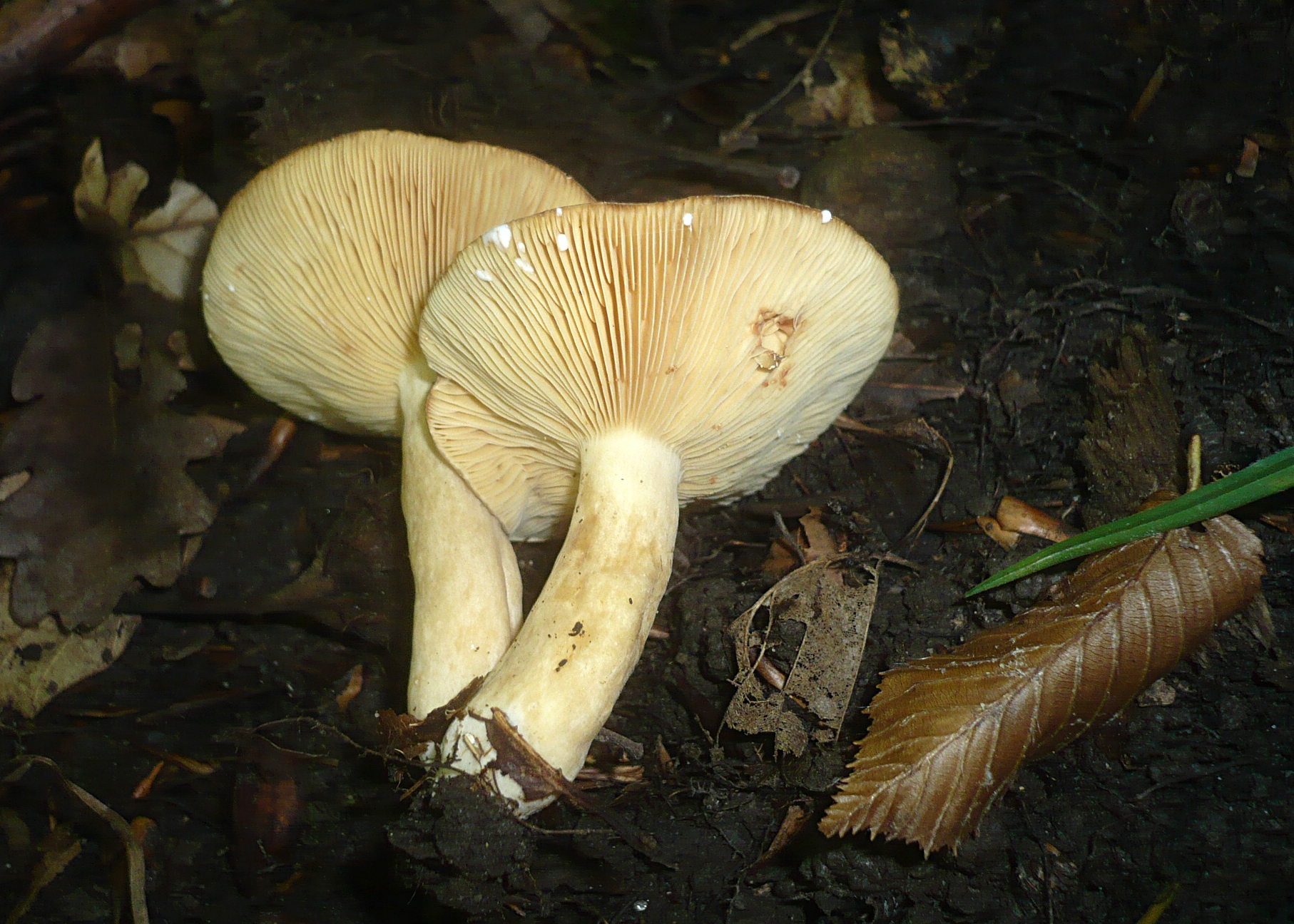
L. azonites mai tânăr, lamele și picior
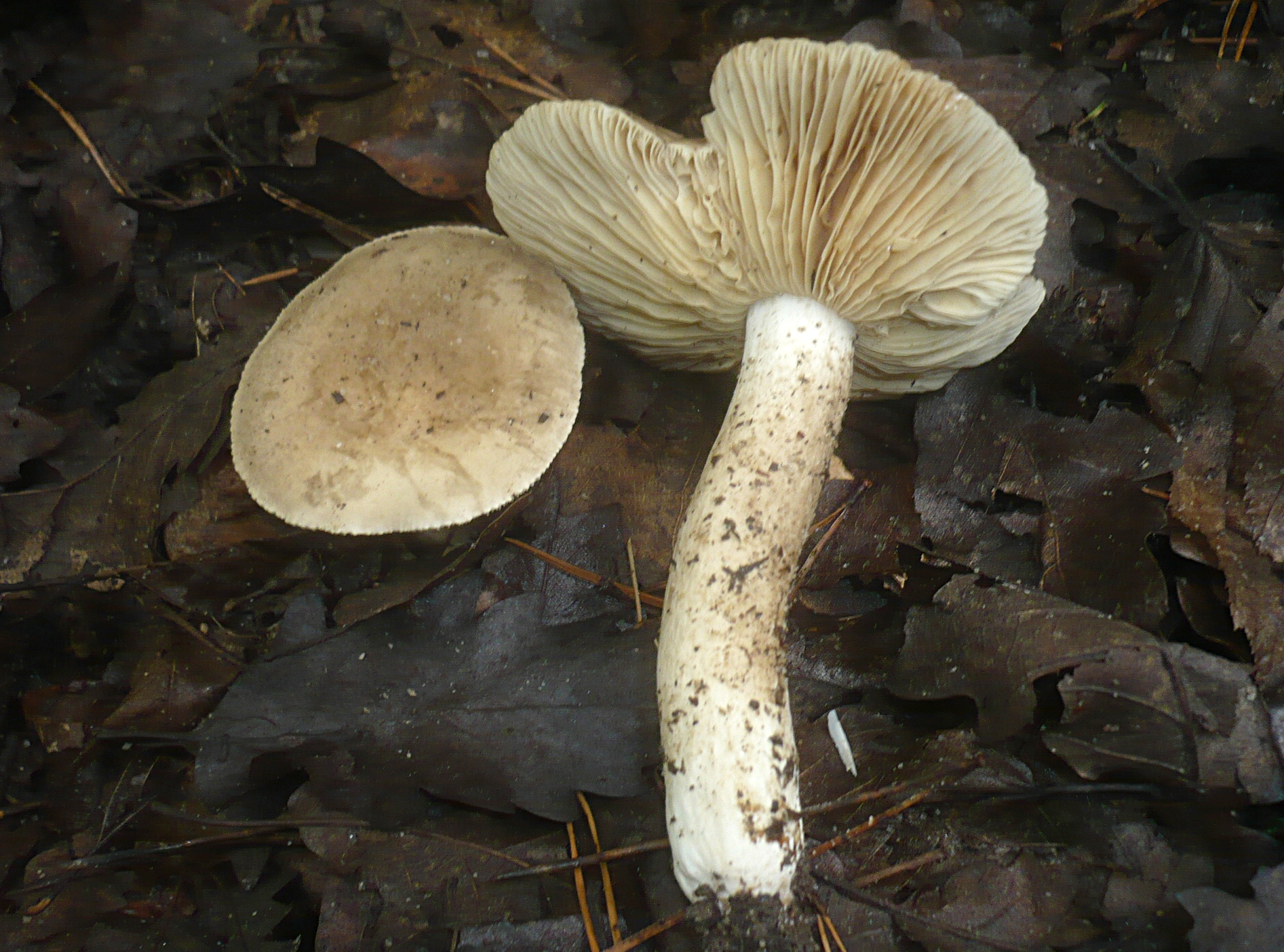
L. azonites mai bătrân, lamele și picior
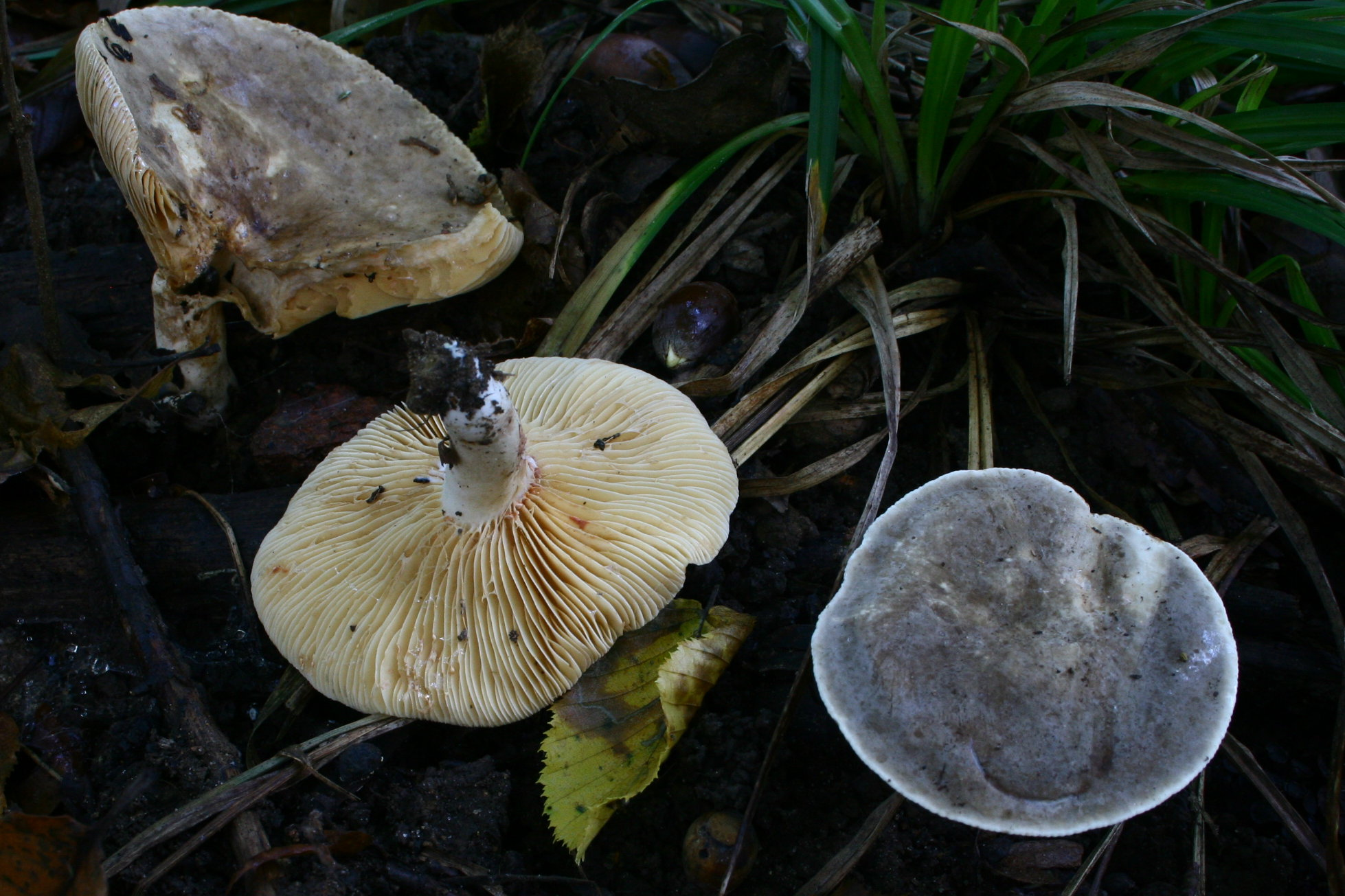
L. azonites de culoare mai închisă

## Confuzii
Această ciupercă poate fi confundată preponderent cu specii asemănătoare, în majoritate necomestibile sau otrăvitoare, cu toate foarte iute. Exemple sunt: Lactarius acris (necomestibil), Lactarius albocarneus (necomestibil), Lactarius blennius (necomestibil), Lactarius circellatus (necomestibil), Lactarius decipiens (necomestibil), Lactarius fluens (necomestibil), Lactarius fuliginosus (necomestibil, lapte iute, cu coloritul cuticulei mai deschis, se dezvoltă aproape numai în păduri de foioase), Lactarius fulvissimus (comestibil), Lactarius glyciosmus (condiționat comestibil), Lactarius hysginus (necomestibil), Lactarius lilacinus (necomestibil), Lactarius mammosus sin. Lactarius fuscus (necomestibil), Lactarius pubescens (otrăvitor), Lactarius pyrogalus (necomestibil), Lactarius rufus (necomestibil), Lactarius trivialis (necomestibil),Lactarius turpis (posibil letal), Lactarius uvidus (necomestibil), Lactarius vietus (necomestibil) și zonatul Lactarius zonarius (necomestibil).

## Specii asemănătoare în imagini

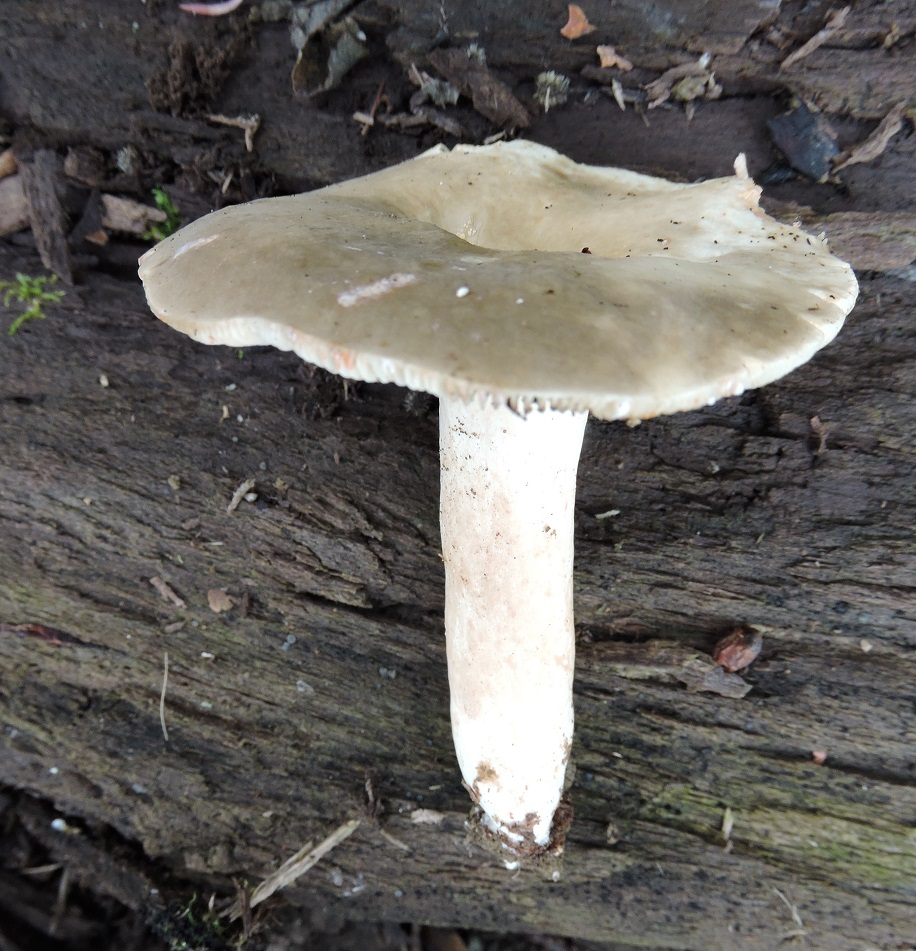
!Lactarius acris!
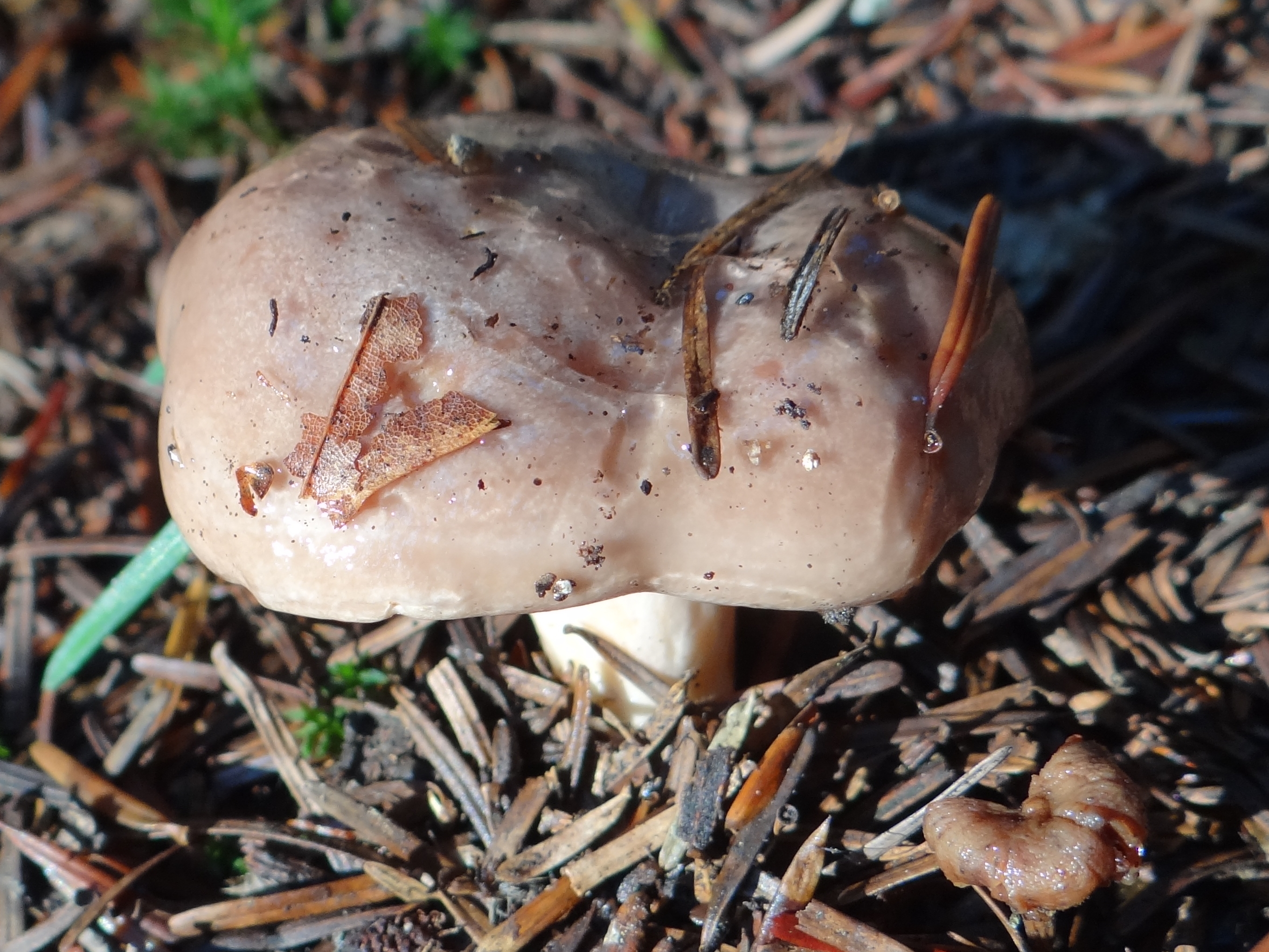
!Lactarius albocarneus!
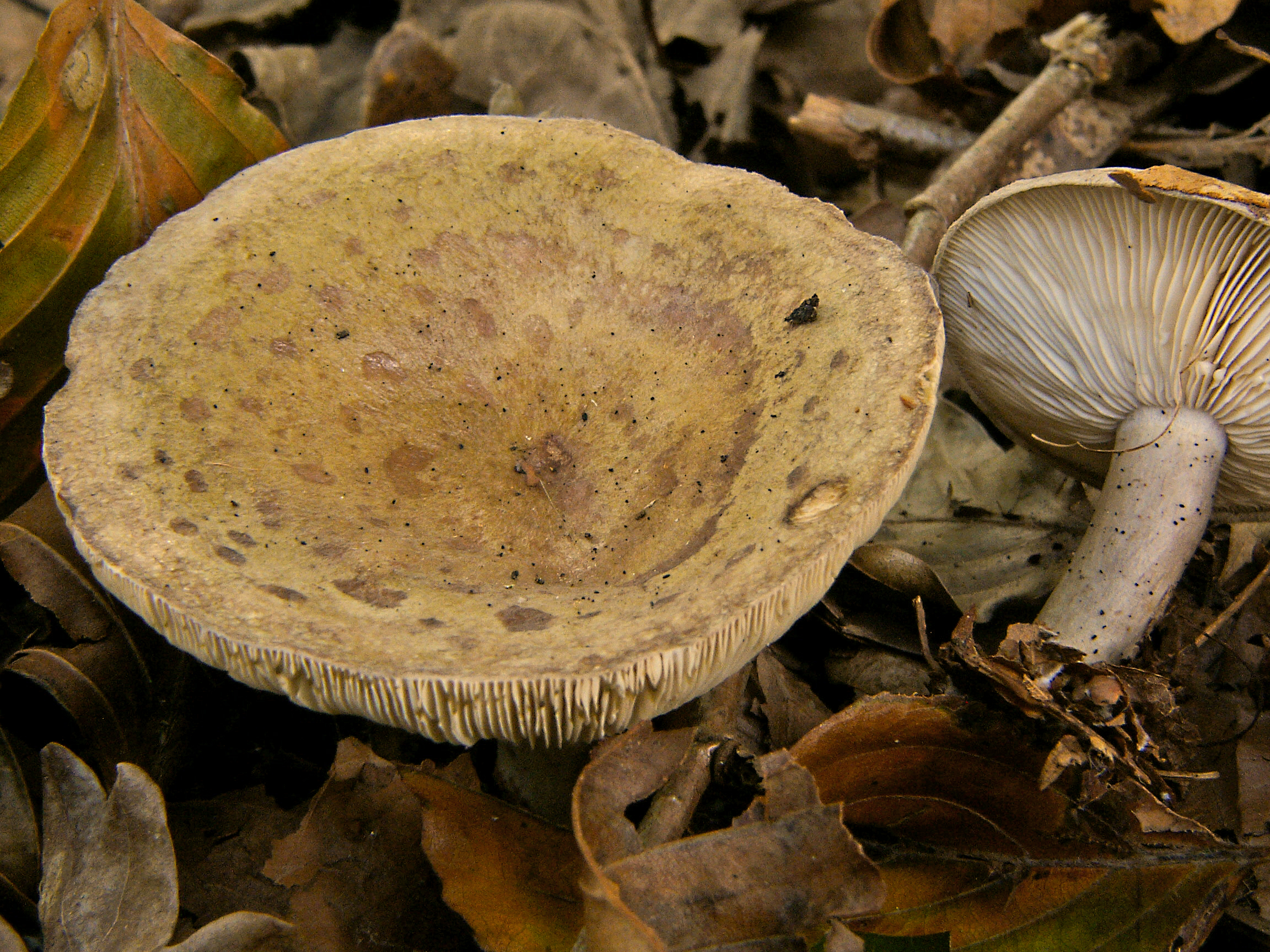
!Lactarius blennius!
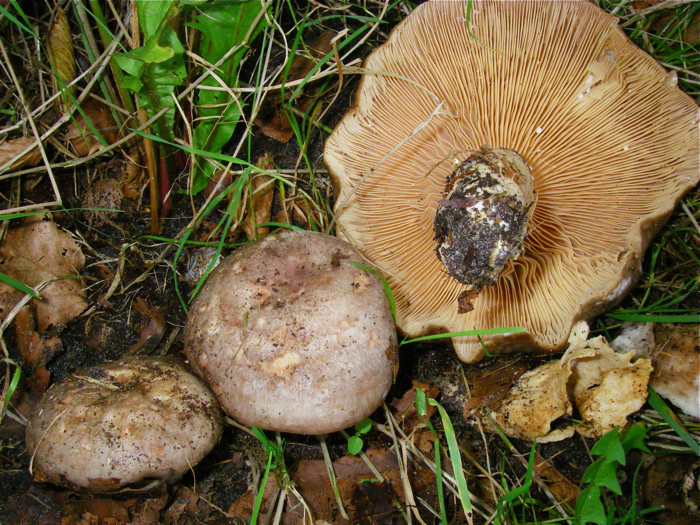
!Lactarius circellatus!
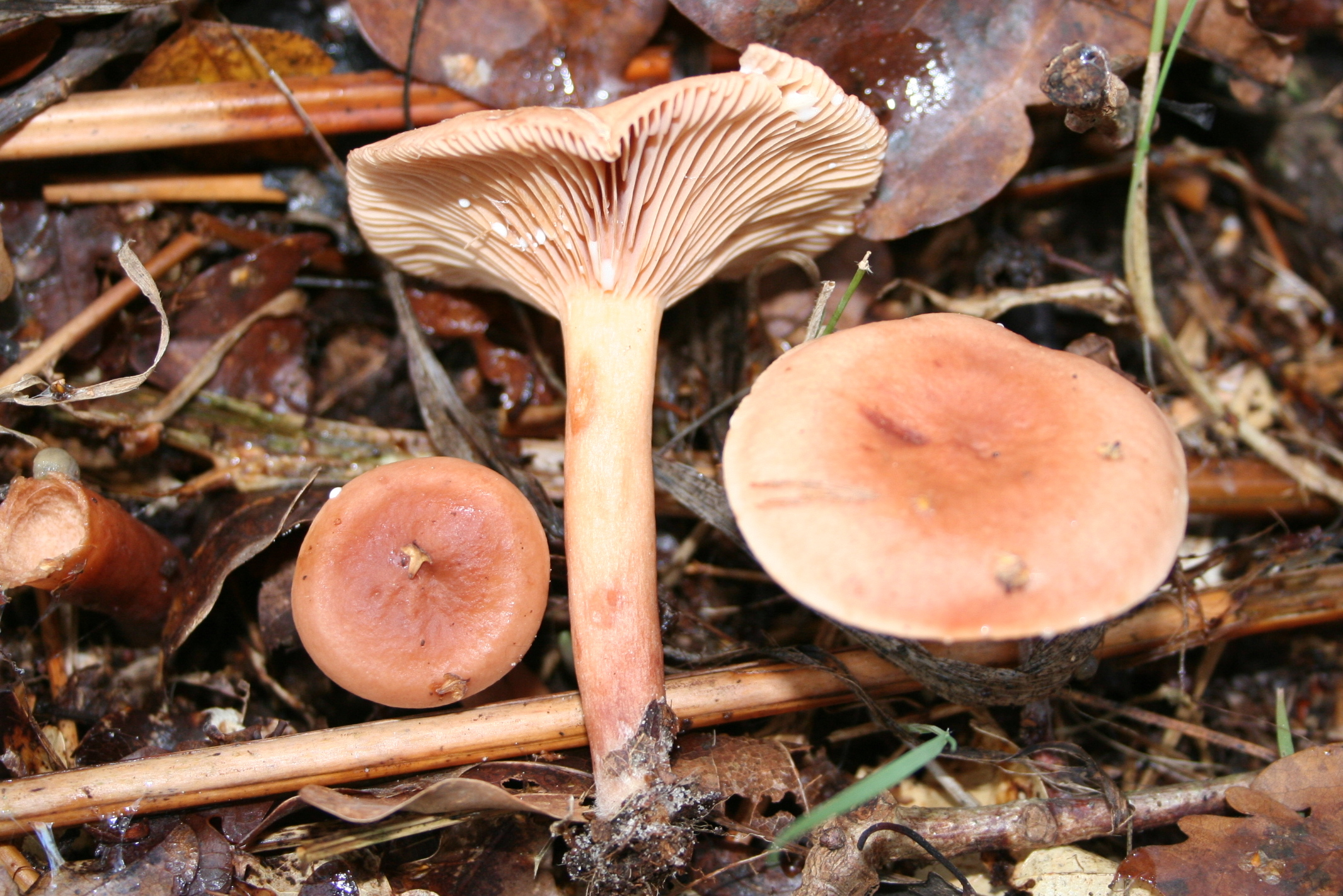
! Lactarius decipiens!
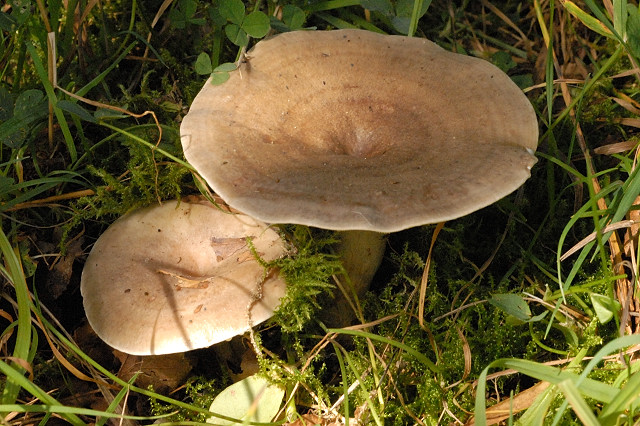
!Lactarius fluens!
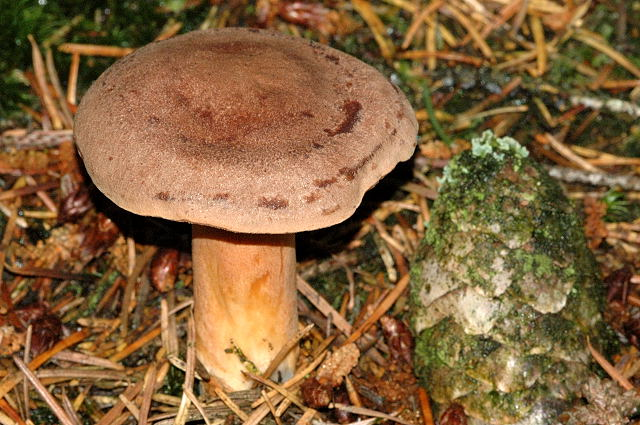
Lactarius fulvissimus
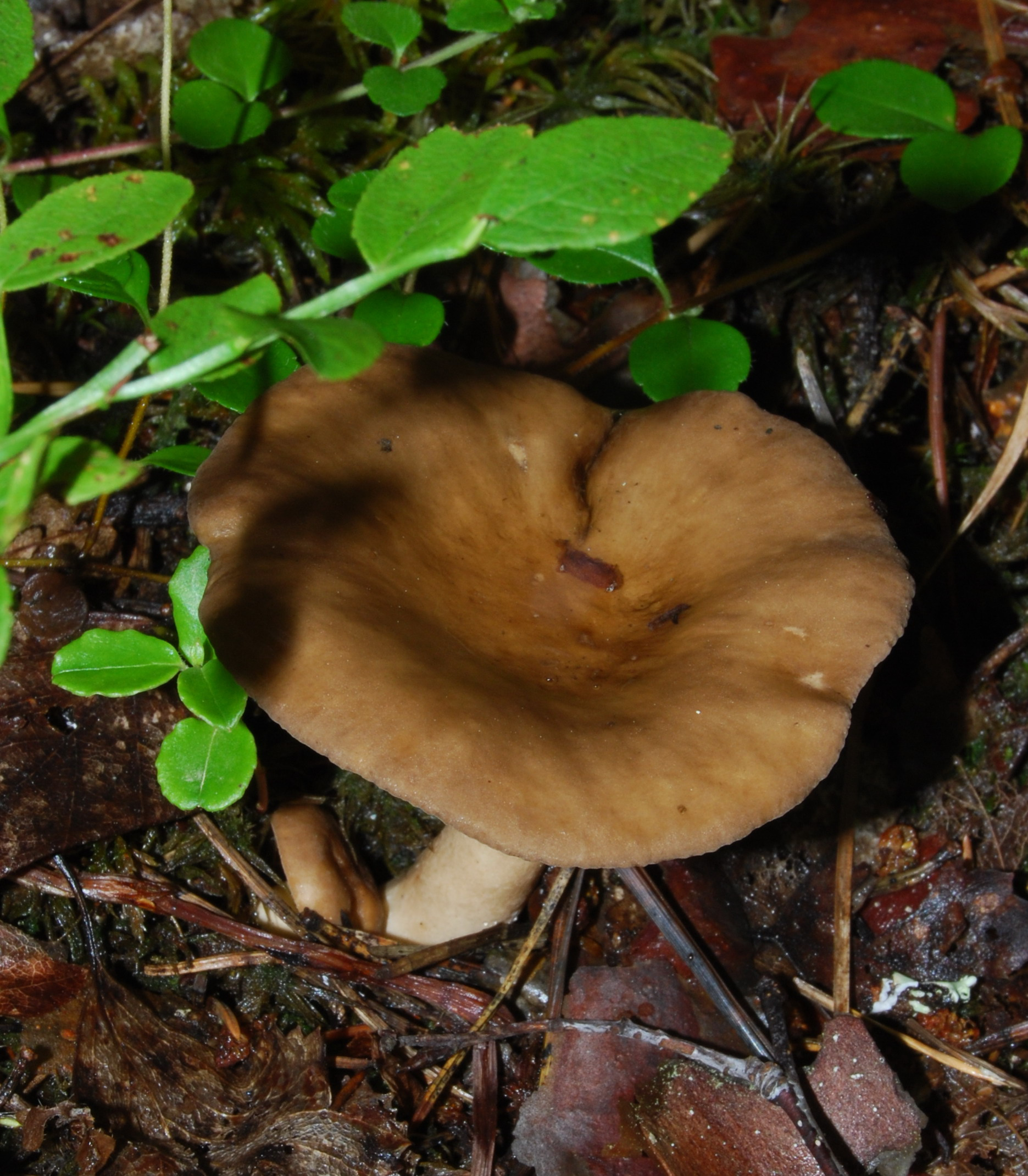
!Lactarius fuliginosus!
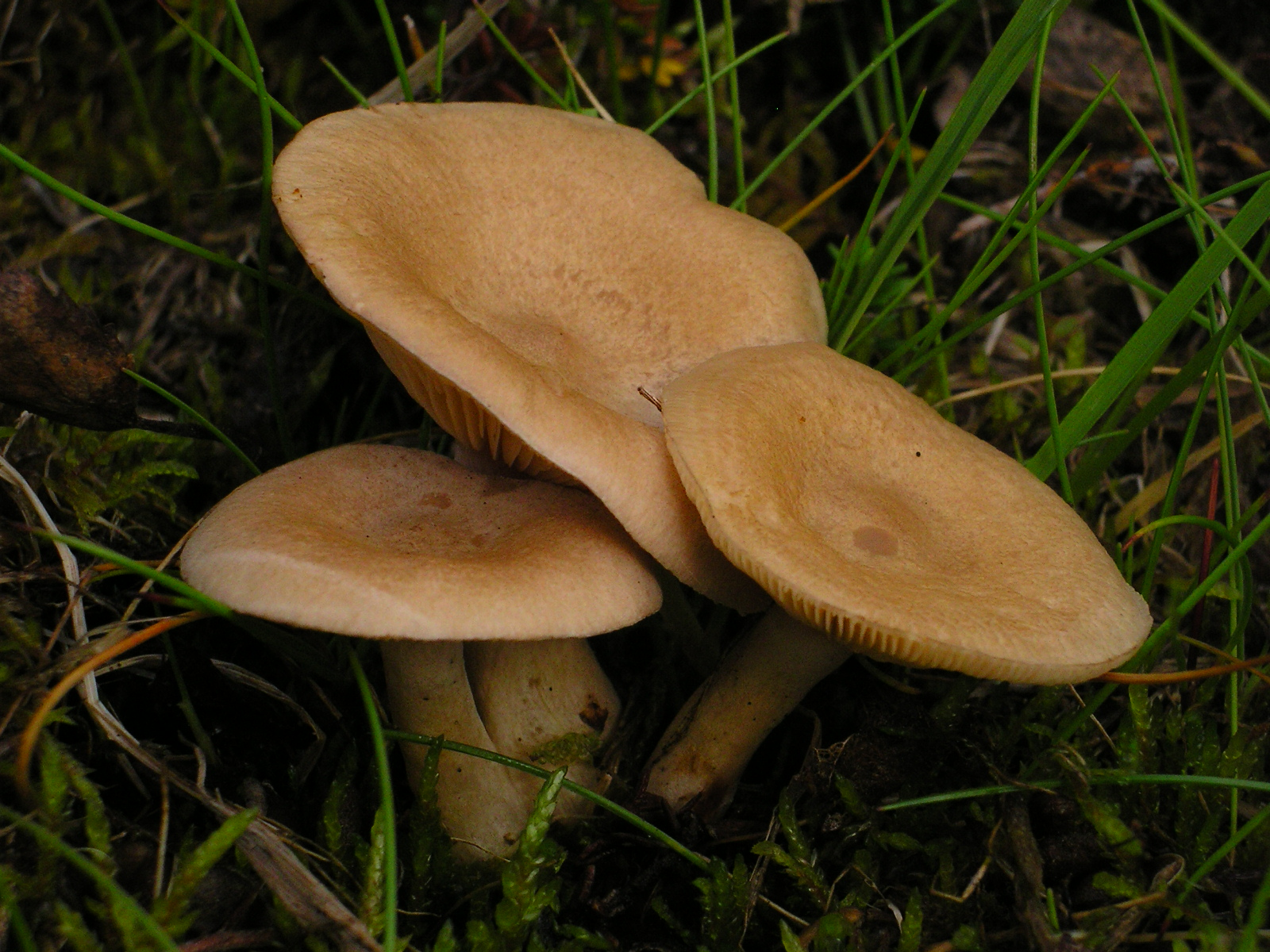
Lactarius glyciosmus
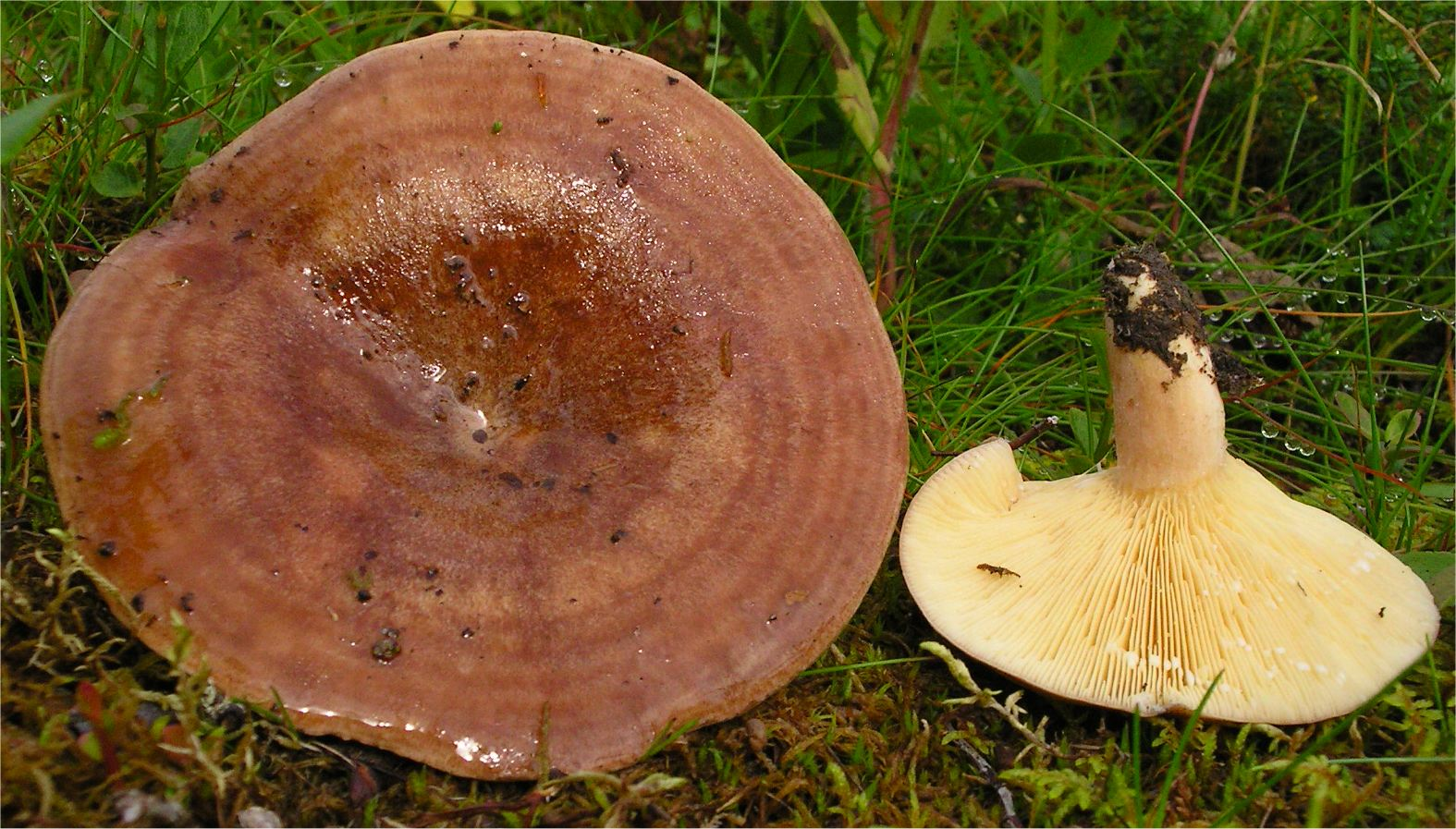
!Lactarius hysginus!

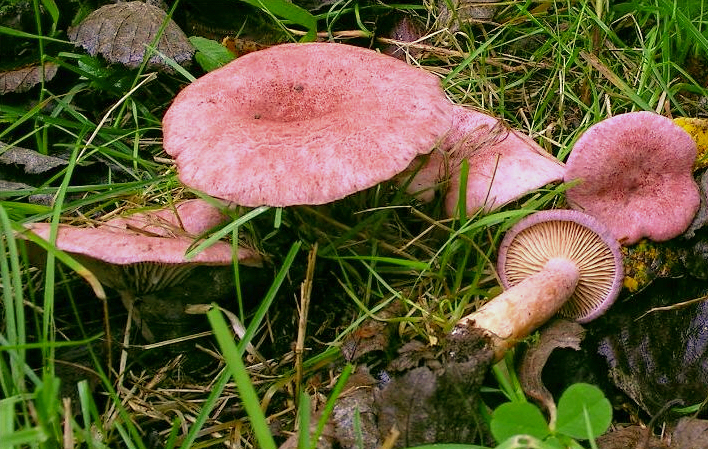
!Lactarius lilacinus!
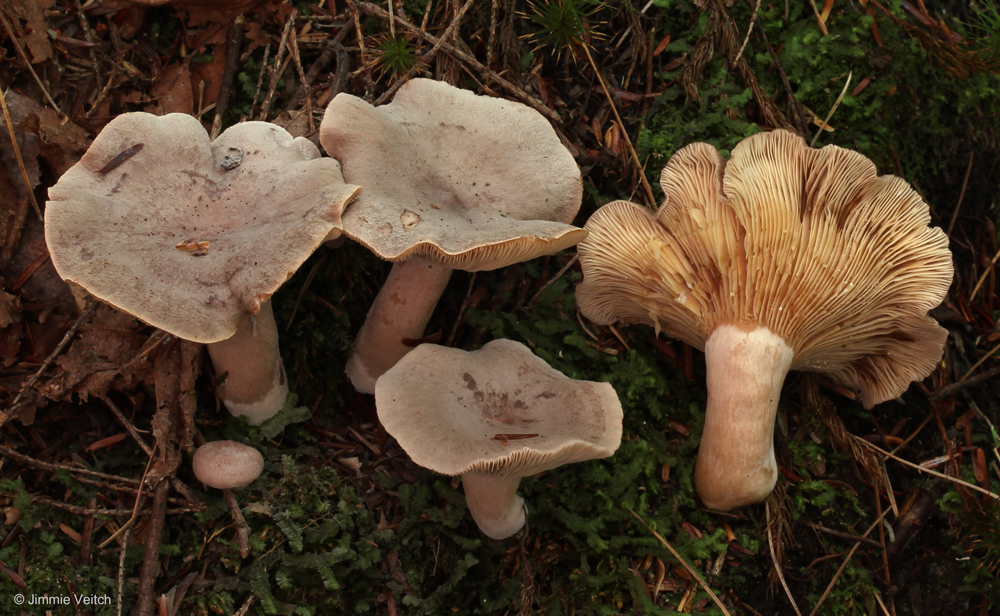
!Lactarius mammosus!
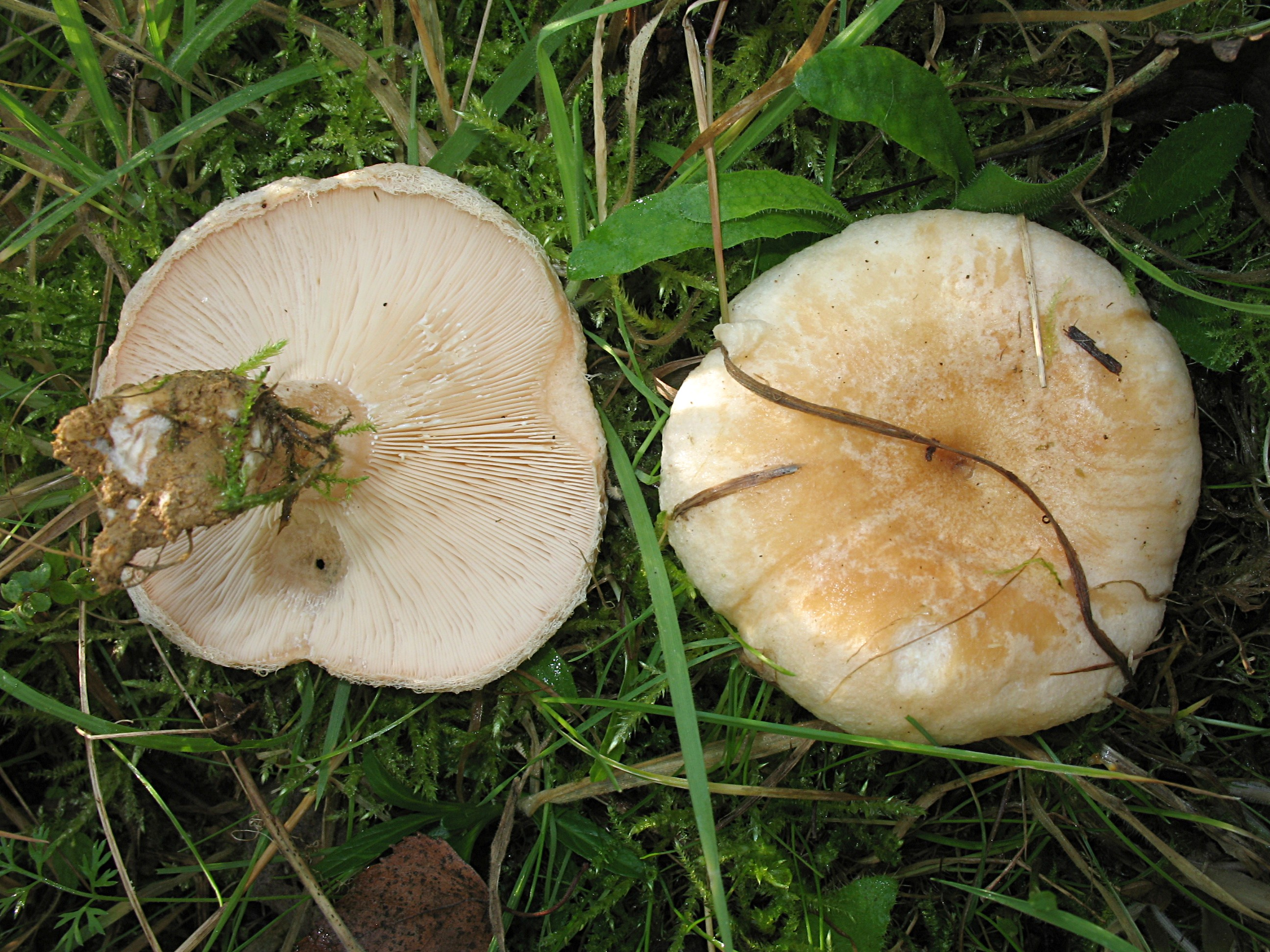
!!Lactarius pubescens!!
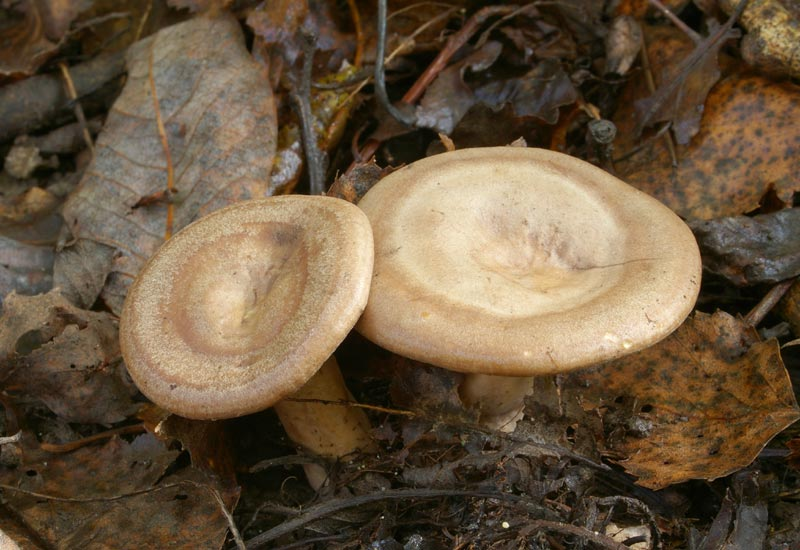
!Lactarius pyrogalus!
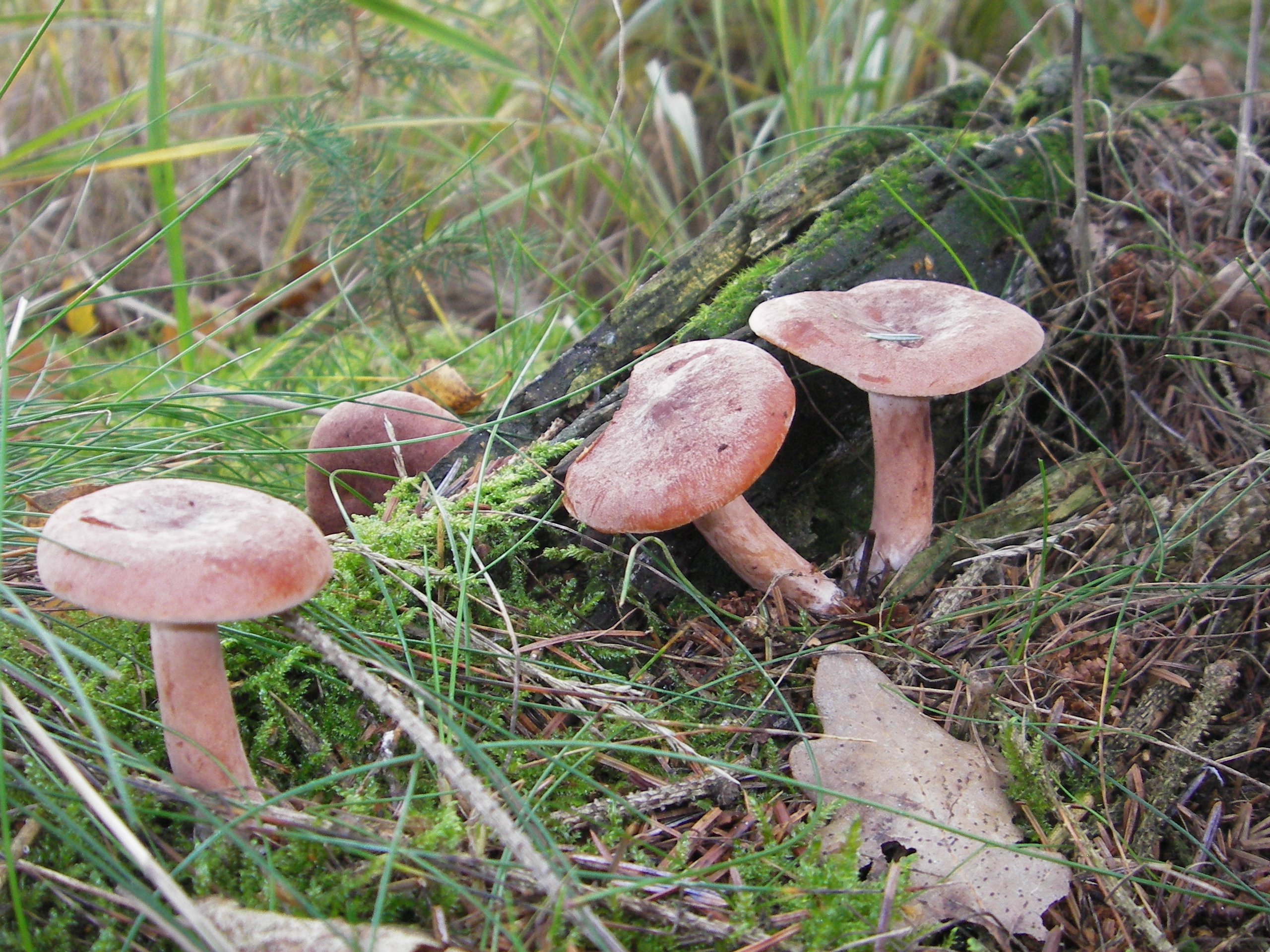
!Lactarius rufus!
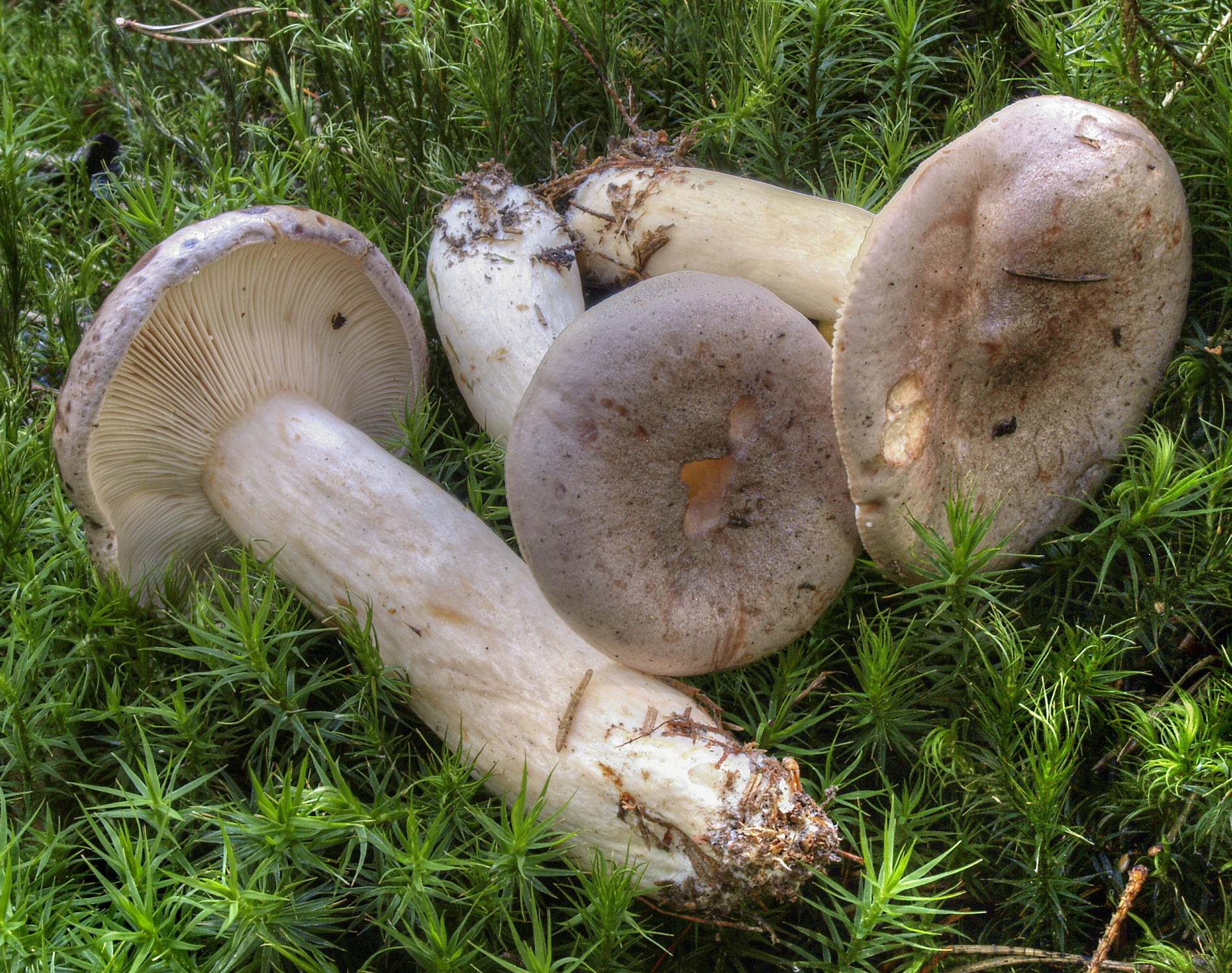
!Lactarius trivialis!
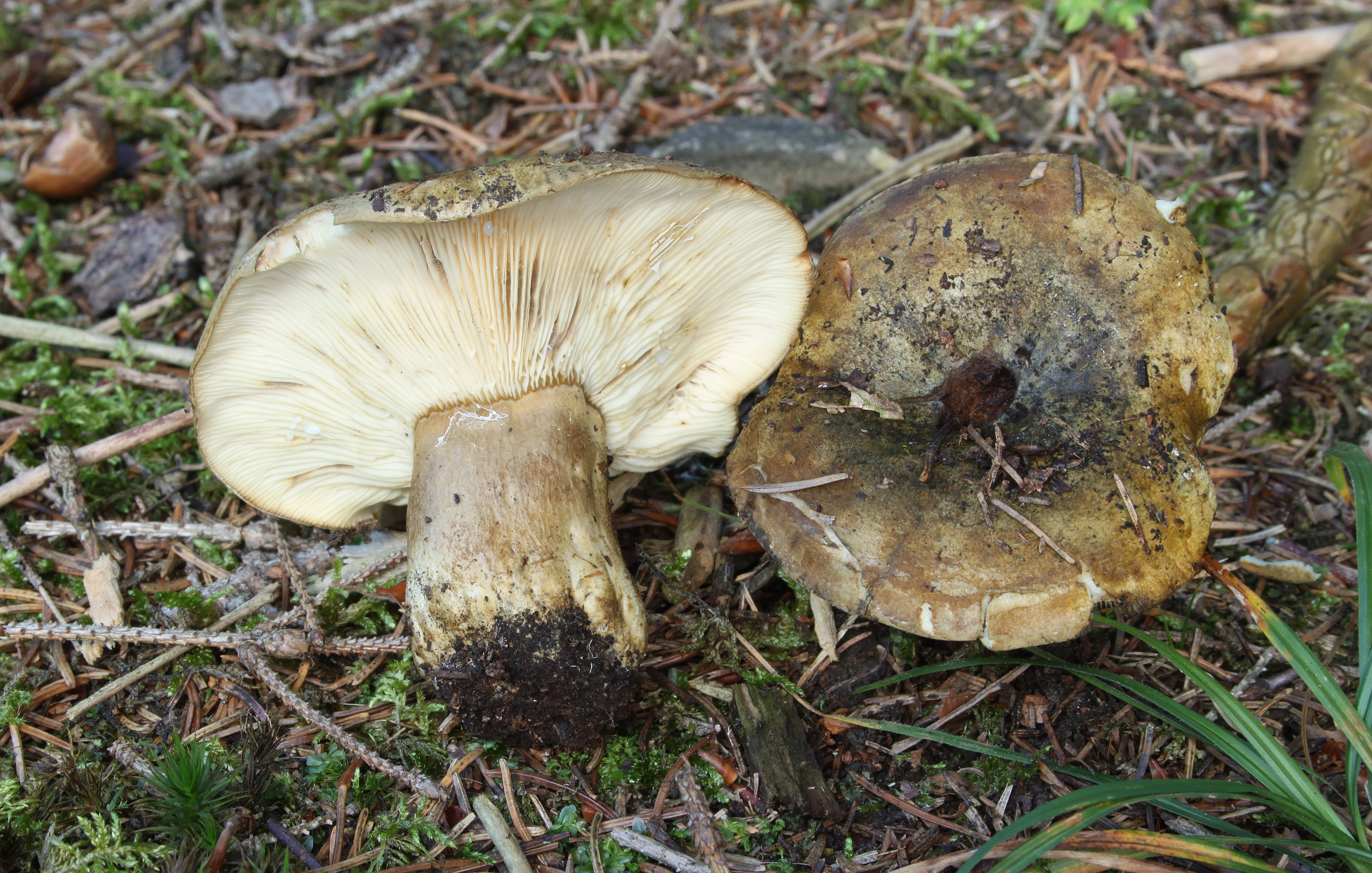
!!!Lactarius turpis!!!
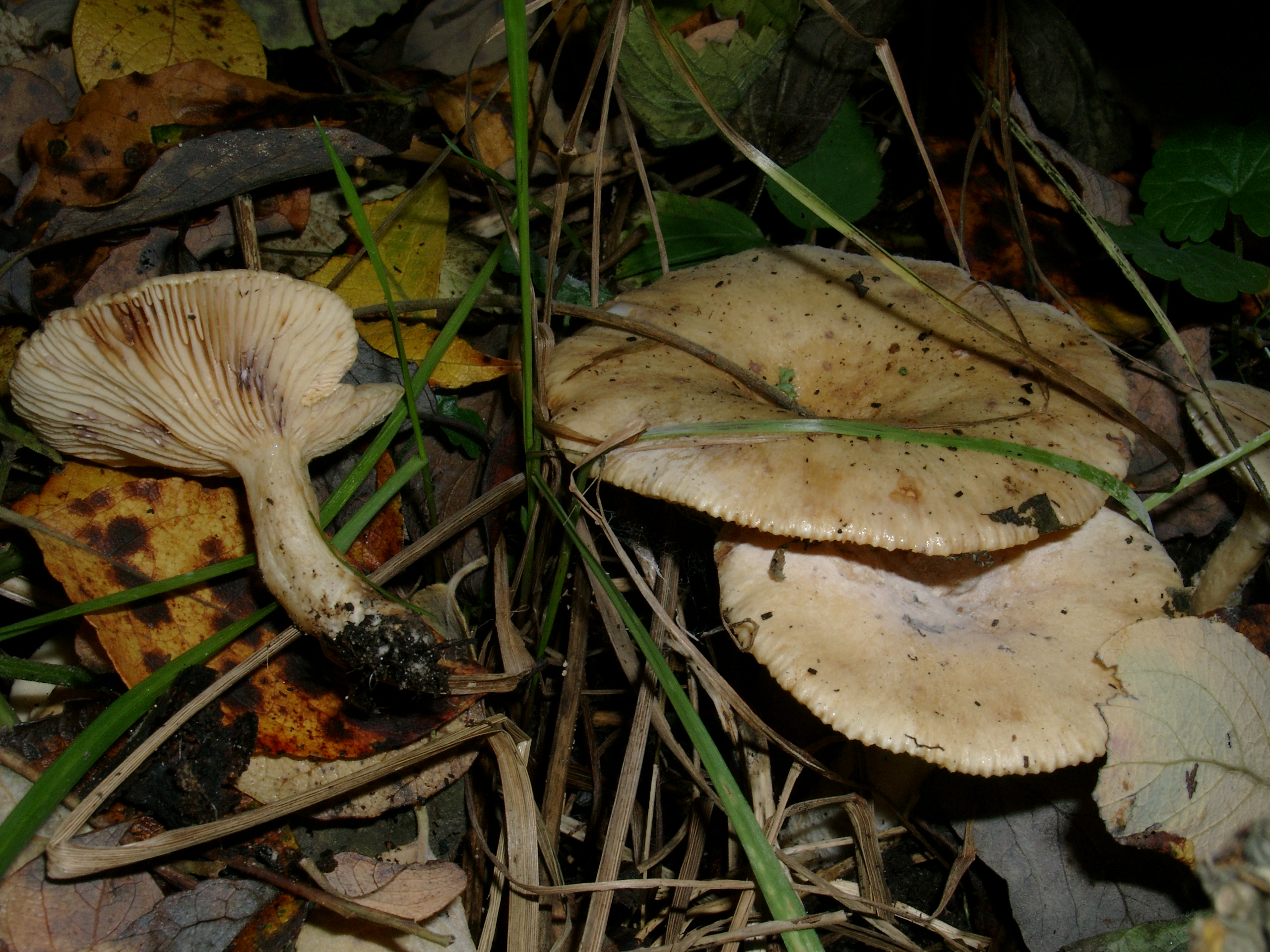
!Lactarius uvidus!
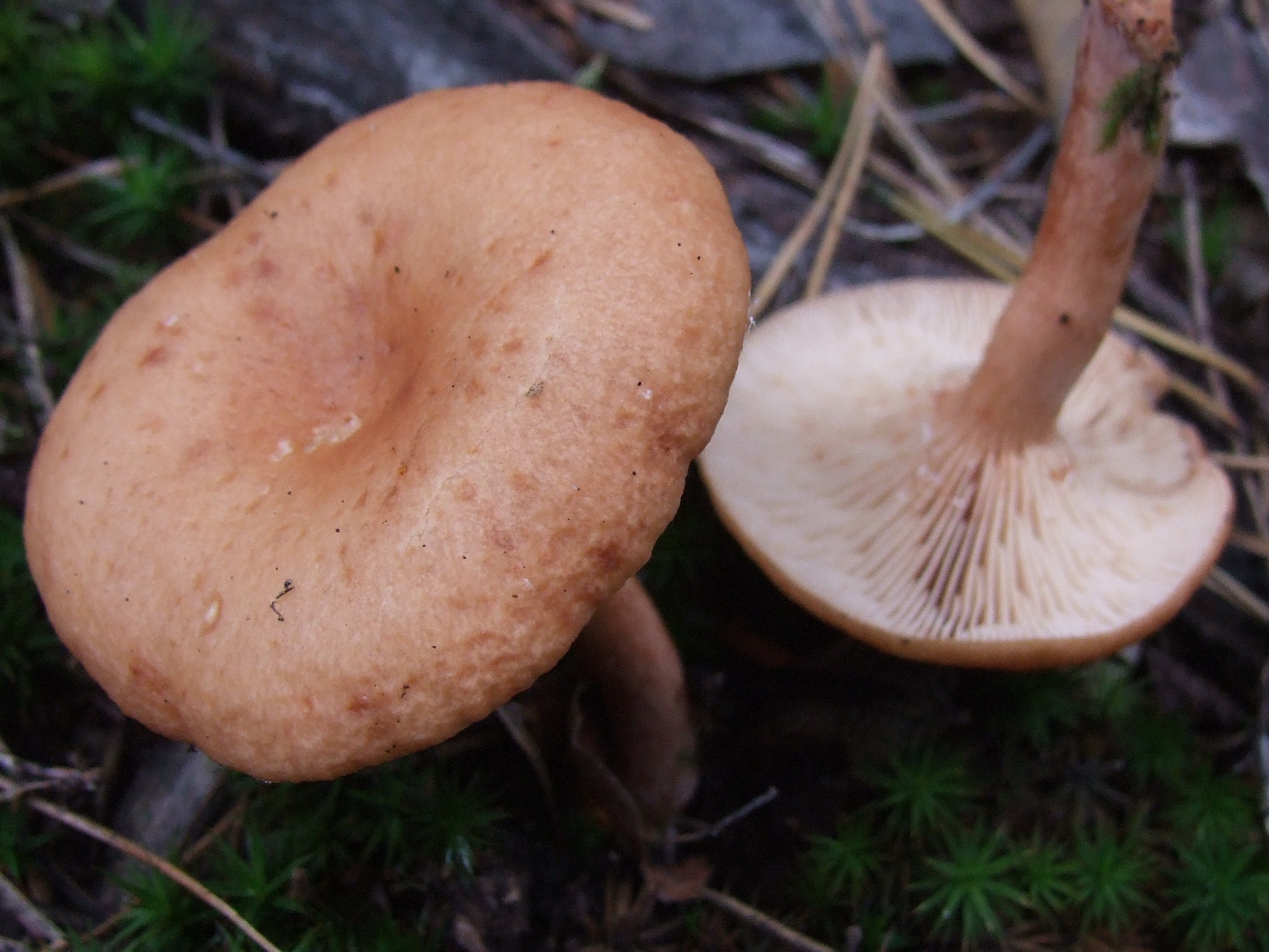
!Lactarius vietus!
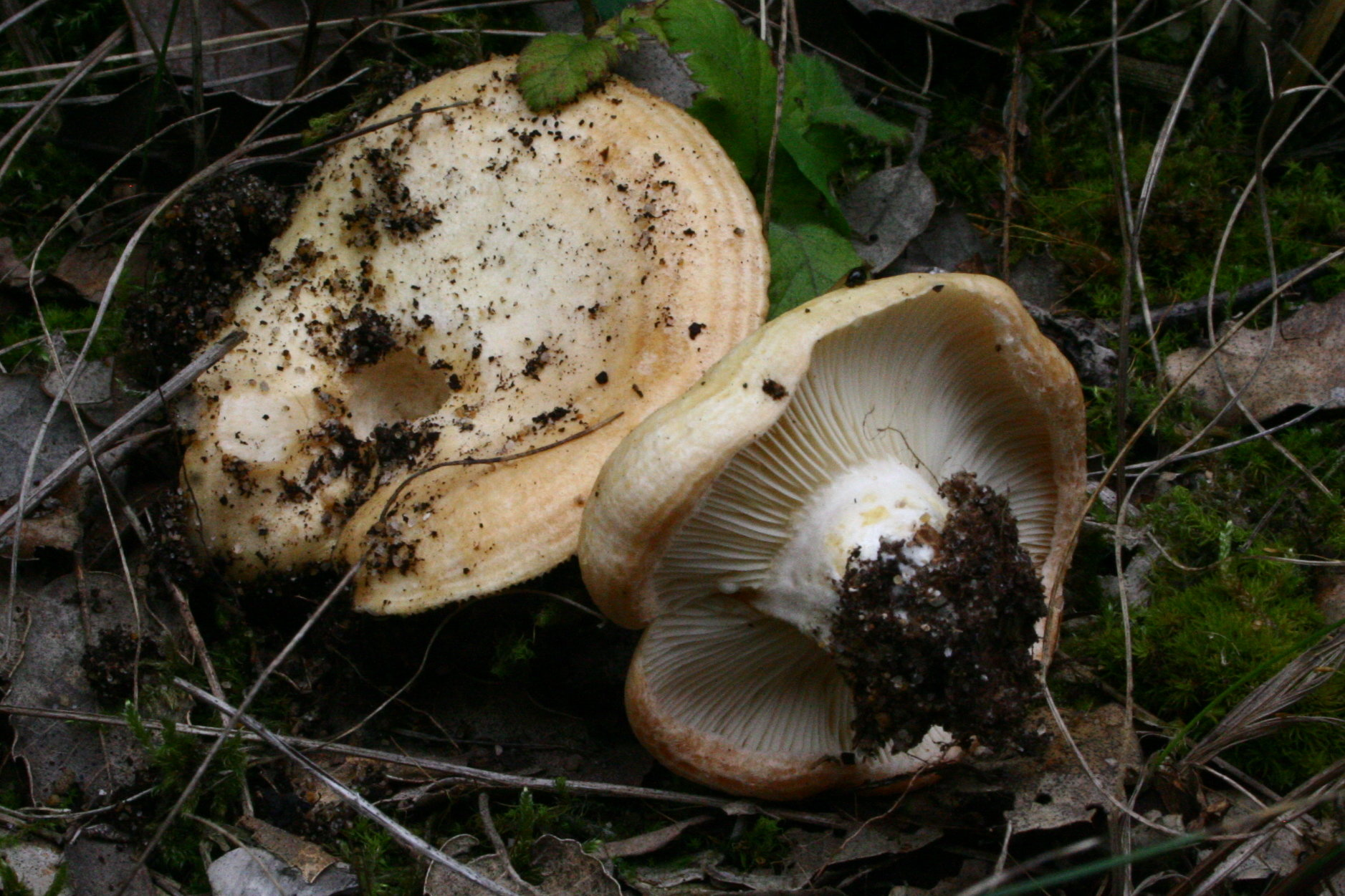
!Lactarius zonarius!

## Valorificare
Buretele este din cauza gustului iute necomestibil, în plus, nici măcar mirosul poate să convingă. 